# 中学校学習指導要領
中学校学習指導要領（ちゅうがっこうがくしゅうしどうようりょう）とは、文部科学省が告示する中学校における学習指導要領のことである。

## 中学校学習要領の概要
中学校学習要領は、中学校や中等教育学校前期課程で実際に教えられる内容とその詳細について、学校教育法施行規則の規定を根拠に定めている。国立中学校、公立中学校、私立中学校を問わずに適用されるが、実際の状況では、国公立中学校に対する影響力が強い一方で、私立中学校に対する影響力はそれほど強くない。
現行のものは、平成29年に告示され、平成33年度（実際には令和3年度）から施行されている。
この他、幼稚園教育要領、特別支援学校幼稚部教育要領、小学校学習指導要領、高等学校学習指導要領、特別支援学校小学部・中学部学習指導要領、特別支援学校高等部学習指導要領がある。